# Tambovskij rajon (Oblast' dell'Amur)
Il Tambovskij rajon (in russo Тамбовский район?) è un rajon dell'Oblast' di Amur, nella Russia asiatica; il capoluogo è Tambovka. Istituito nel 1926, ricopre una superficie di circa 2.500 chilometri quadrati e consta di una popolazione di circa 25.400 abitanti.

## Centri abitati
- Žarikovo
- Svobodka
- Koz'modem'janovka
- Lipovka
- Čuevka
- Krasnoe
- Korfovo
- Kuropatino
- Duchovskoe
- Lazarevka
- Lermontovka
- Murav'ëvka
- Rezunovka
- Nikolaevka
- Novoaleksandrovka
- Limannoe
- Privol'noe
- Pridorožnoe
- Razdol'noe
- Gil'čin
- Roščino
- Sadovoe
- Lozovoe
- Orleckoe
- Tolstovka
- Tambovka
- Kosicino